# Geroncjusz (Chowanski)
Geroncjusz, imię świeckie Jurij Jakowycz Chowanski (ur. 23 października 1957 w Sumach) – były biskup Ukraińskiego Kościoła Prawosławnego Patriarchatu Kijowskiego.

## Życiorys
Ukończył szkołę średnią, po czym odbył zasadniczą służbę wojskową, był także przez pewien czas robotnikiem. Na diakona wyświęcił go 10 listopada 1980 arcybiskup czernihowski i nieżyński Antoni, ten sam hierarcha udzielił mu 30 listopada tego samego roku święceń kapłańskich. Wykształcenie teologiczne zdobył już będąc kapłanem: w 1988 ukończył w trybie zaocznym seminarium duchowne w Moskwie i podjął naukę na Moskiewskiej Akademii Duchownej.
Wieczyste śluby mnisze złożył 22 sierpnia 1990 w soborze Przemienienia Pańskiego w Sumach. W roku następnym otrzymał godność ihumena, zaś w 1992 został archimandrytą i przełożonym Monasteru Mołczańskiego w Putywlu. W 1994, gdy Rosyjski Kościół Prawosławny odzyskał zamkniętą przed kilkudziesięcioma laty Pustelnię Glińską, archimandryta Geroncjusz został jej nowym przełożonym.
W 1996 przeszedł w jurysdykcję niekanonicznego Ukraińskiego Kościoła Prawosławnego Patriarchatu Kijowskiego. Jeszcze w tym samym miesiącu w jego ramach został wyświęcony na biskupa sumskiego, pierwszego ordynariusza nowo utworzonej eparchii sumskiej. Po czterech lata został przeniesiony na katedrę winnicką. W 2006 został przeniesiony w stan spoczynku.
Żył w Sumach i tam niezgodnie z prawem kanonicznym ożenił się, po czym wystąpił z Patriarchatu Kijowskiego i przeszedł do kolejnej nieuznawanej przez kanoniczne Kościoły prawosławne struktury - Apostolskiego Kościoła Prawosławnego, w ramach którego nosi tytuł biskupa sumskiego i winnickiego.